# St. Johannis (Wirsberg)

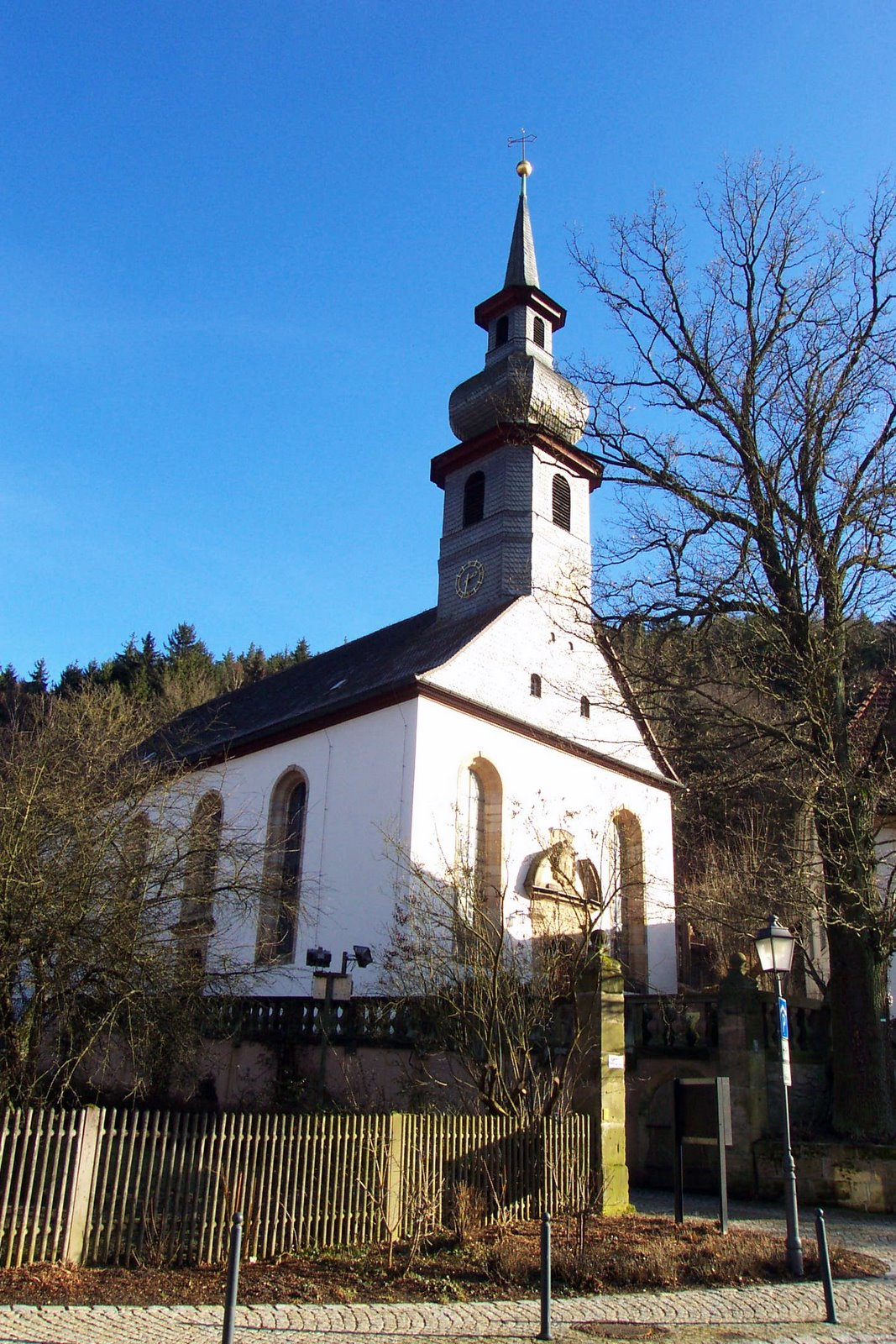
Evangelische Pfarrkirche St. Johannes in Wirsberg

Die evangelisch-lutherische Pfarrkirche St. Johannis ist eine Kirche im Markgrafenstil in Wirsberg.

## Altar

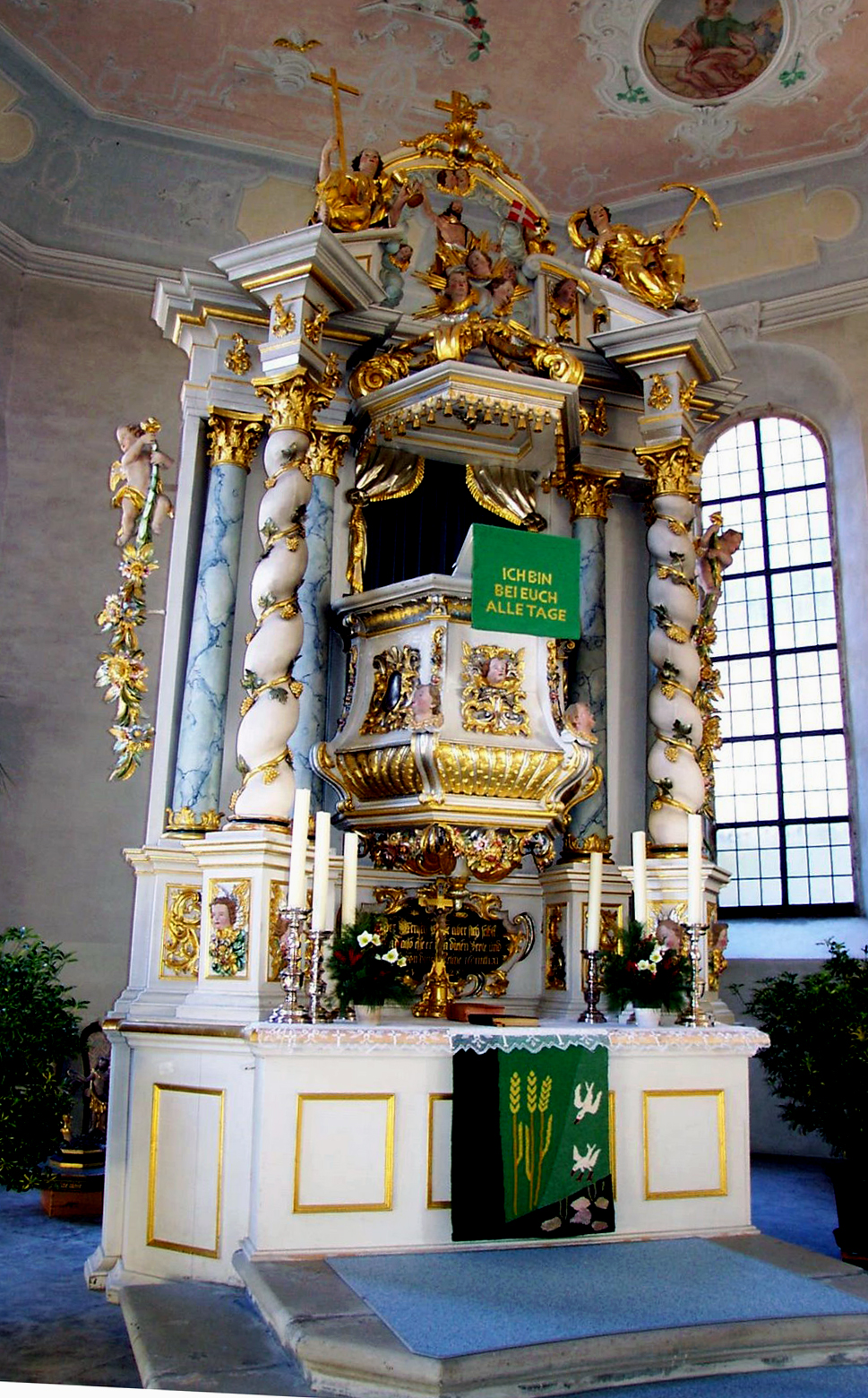
Der Kanzelaltar von 1744

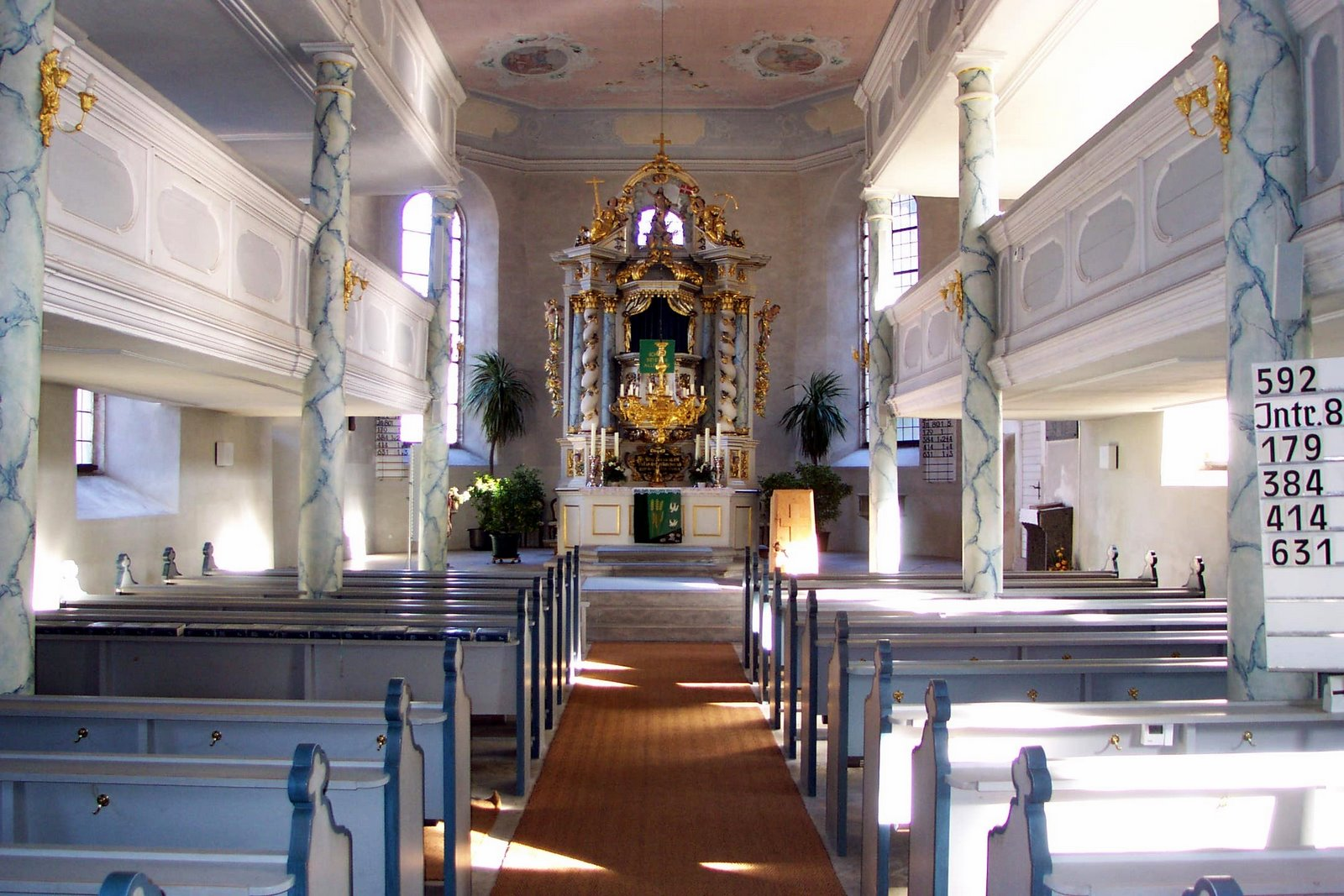
Blick durchs Langhaus zum Altar

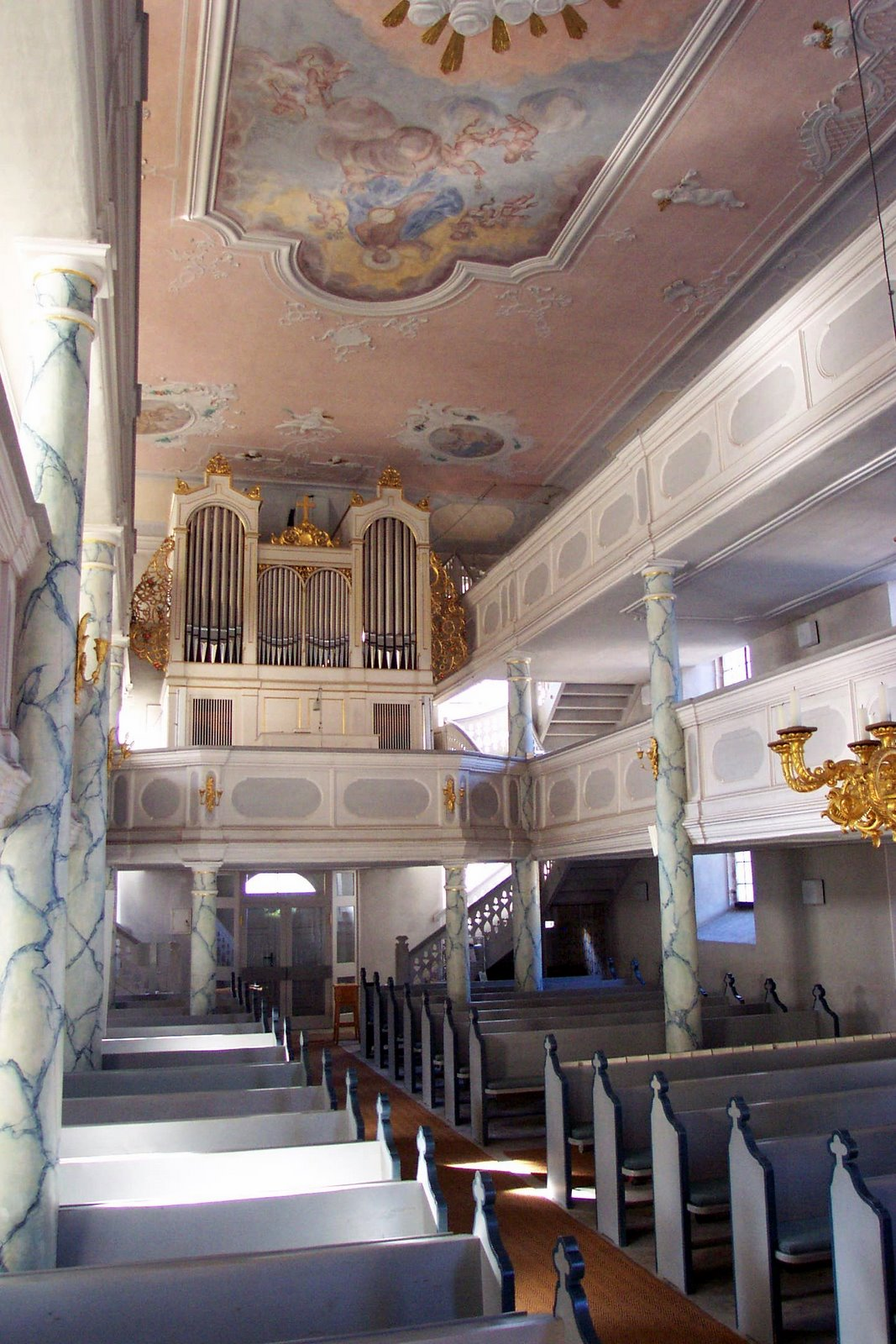
Blick durchs Langhaus zur Orgel

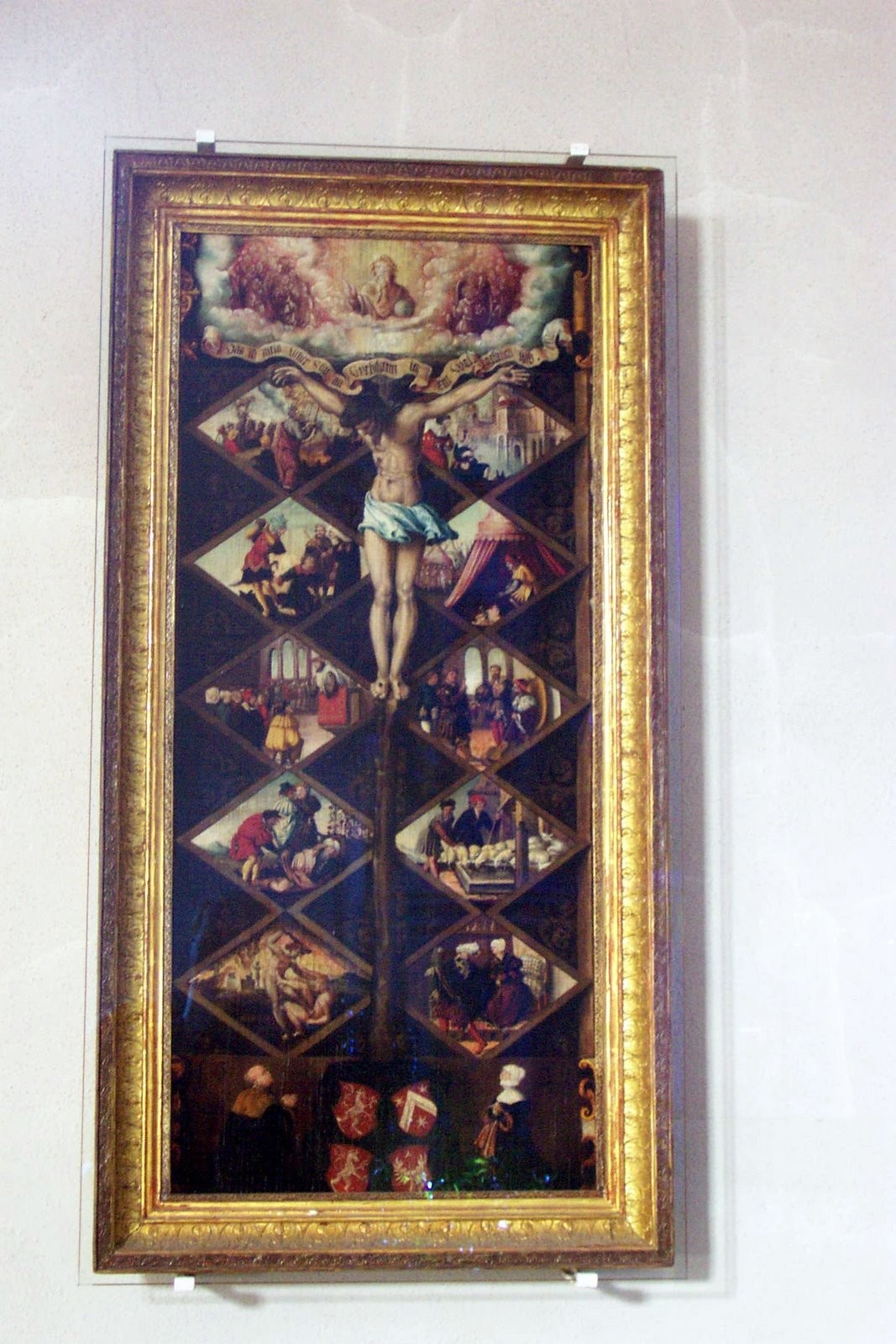
Gnadenstuhl von 1539 aus dem Umkreis von Lucas Cranach

Der Kanzelaltar steht frei im Chor auf einer Erhöhung. Bis 1882 befand sich die alte Orgel über dem Altar. Im Jahr 1882 wurde sie abgebrochen und durch eine neue Orgel im Westportal über dem Haupteingangsbereich ersetzt.
Der Kanzelaltar wurde im Jahr 1744 vom Bildhauer Wolfgang Adam Knoll aus der Bildhauerfamilie Knoll gefertigt. Da er im Jahre 1772 noch unbemalt war, trat Pfarrer Johann Georg Frank (1761–1797) mit dem Maler Wilhelm Bauer in Bayreuth in Verbindung, der sich bereiterklärte, Kanzel, Altar und Orgel für 250 Gulden zu bemalen. Als er aber die hochfürstliche Regierung und Heiligendeputation in Bayreuth um Genehmigung des Accordes bat, wurde er darauf hingewiesen, dass der Hofmaler Wunder in Bayreuth das Privilegium sämtlicher Kirchenmalereien habe und er mit diesem in Verbindung treten solle. Gegen Wunder aber erklärte sich die Gemeinde, „maßen ihnen dieser Mann, den sie zwar in seiner Kunst und Wissenschaft in allem Wert lassen, nicht zum Besten rekommandiert worden“, und wandte sich an den Maler Johann Schneider aus Hof, der die Kanzel in Steben und die Orgel in Ahornberg bemalt hatte. Wenige Tage darauf aber erschien der Hofmaler Sebastian Friedrich Müller aus Kulmbach und bewarb sich auch um diesen Auftrag mit der Begründung, „dass er ein hochfürstliches Privilegium und Dicret auf die hochfürstliche Amtshauptmannschaft Kulmbach besäße und der Herr Maler Wunder ihm hierinnen kein Hindernis verursachen könnte“.
Nach Genehmigung der markgräflichen Regierung am 12. Oktober 1778 wurden Müller die Arbeit übertragen. Er sollte Altar, Kanzel, Orgel, aber auch die Emporen wie in der Schlosskirche zu Bayreuth malen, und verlangte dafür 350 Gulden und zwei Carolin Trankgeld. Die ganze Ausmalung kam dann aber auf 486 Gulden 30 kr., an anderweitigen Ausgaben kamen noch 43 Gulden 26 kr. dazu, so waren es insgesamt 530 Gulden 12 kr. Diese Kosten wurden durch eine Sammlung in den Ortschaften der Pfarrei aufgebracht. Ein Verzeichnis der Geber stand in vergoldeten Buchstaben auf zwei großen Tafeln über dem Eingang zur Sakristei.
1906 wurde der Altar neu gefasst, Ornamente, Kapitelle und Engelbekleidung wurden vergoldet.
Der Spruch auf dem Altar hinter dem Altarkreuz lautet:
„Der Mensch prüfe aber sich selbst, und also esse er von diesem Brot, und trinke von diesem Kelche.“ (1. Korinther 11,28)

## Taufstein
Der Taufstein verkörpert die drei Bauzeiten der Kirche:
1. spätgotischer Sandsteinfuss; (um 1500)
2. Holzfassung des Beckens vom Jahre 1647: Die Holzfassung des Beckens ist mit Stifterbildnissen und Wappen zwischen diamantierten Ecken bemalt, darüber befindet sich ein mit 1647 bezifferte Inschrift. Das zum spätgotischen Fuß gehörende oktogonale Sandsteinbecken mit Kielbogenornamentik in den Seitenfeldern ist noch vorhanden und in der Kirche auf einem schlichten Pfeiler mit abgefasten Ecken aufgestellt.
3. Deckel mit gefasster Holzgruppe der Taufe Christi vom Jahre 1966

Den alten Taufstein stiftete 1646 Georg Schneider, „fürstlich Bayreuther Mundkoch zu Culmbach und seinem geliebten Herren Andmann als den ehrwürdigen und achtbaren und wohlgeladenen Herren Christophero Wolfrumb Pfarrer und Seelsorger zu Wirsberg.“ Das Bildnis dieses Pfarrers und seiner Gemahlin Margarete befindet sich am Taufstein.
Die Inschrift auf der Unterseite des Taufdeckels lautet:
„Dies ist mein lieber Sohn, an welchem ich Wohlgefallen habe.“
Diese Inschrift steht auch auf einem Bild der Taufe Jesu durch Johannes dem Täufer auf der Unterseite des Taufdeckels.
Auf der Fahne von Johannes dem Täufer auf dem Taufdeckel steht: „Ecce Agnus Dei“ auf Deutsch: „Siehe Gottes Lamm“ nach Johannes 1,29b: „Siehe, das ist Gottes Lamm, das der Welt Sünde trägt.“

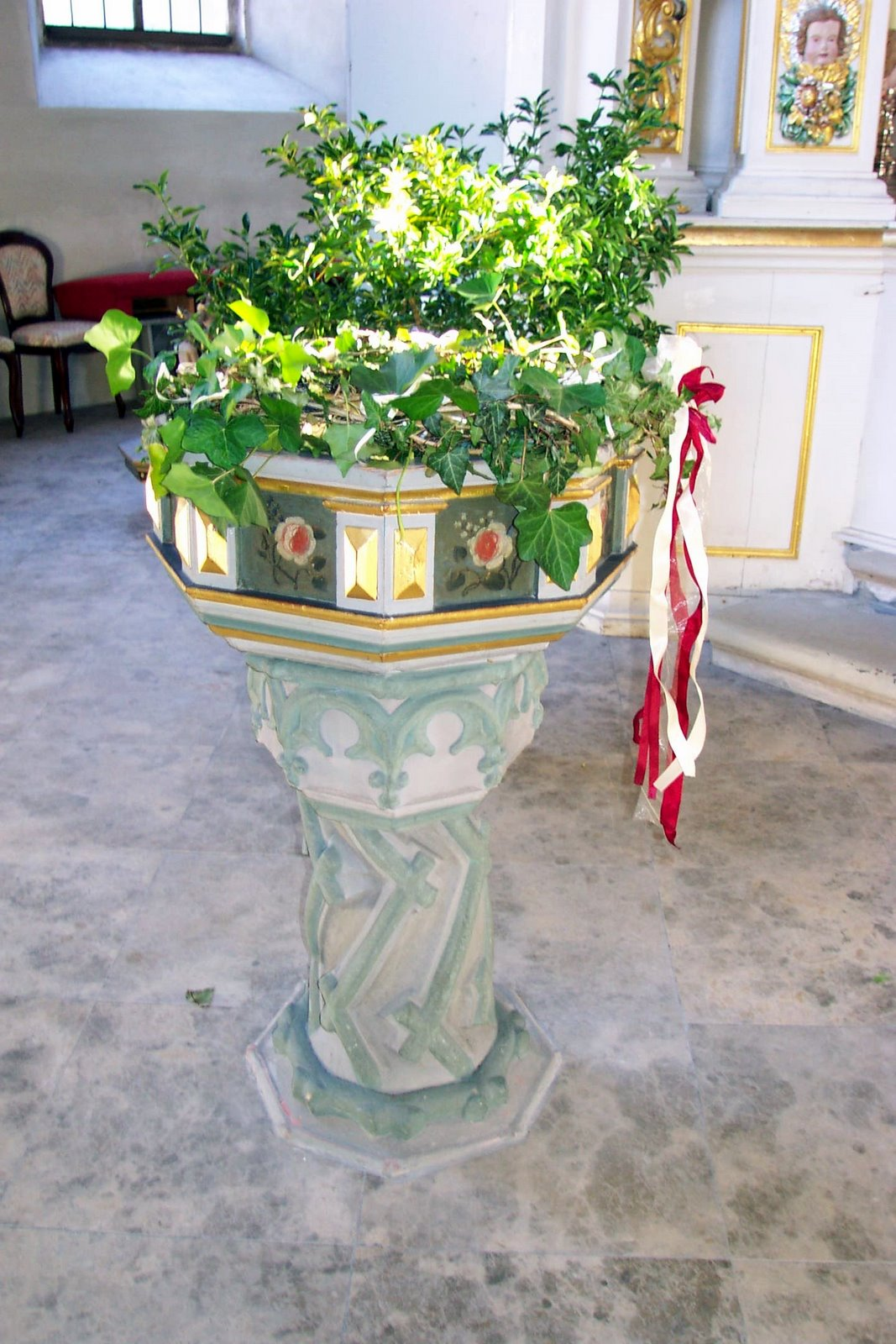
Spätgotischer Taufstein
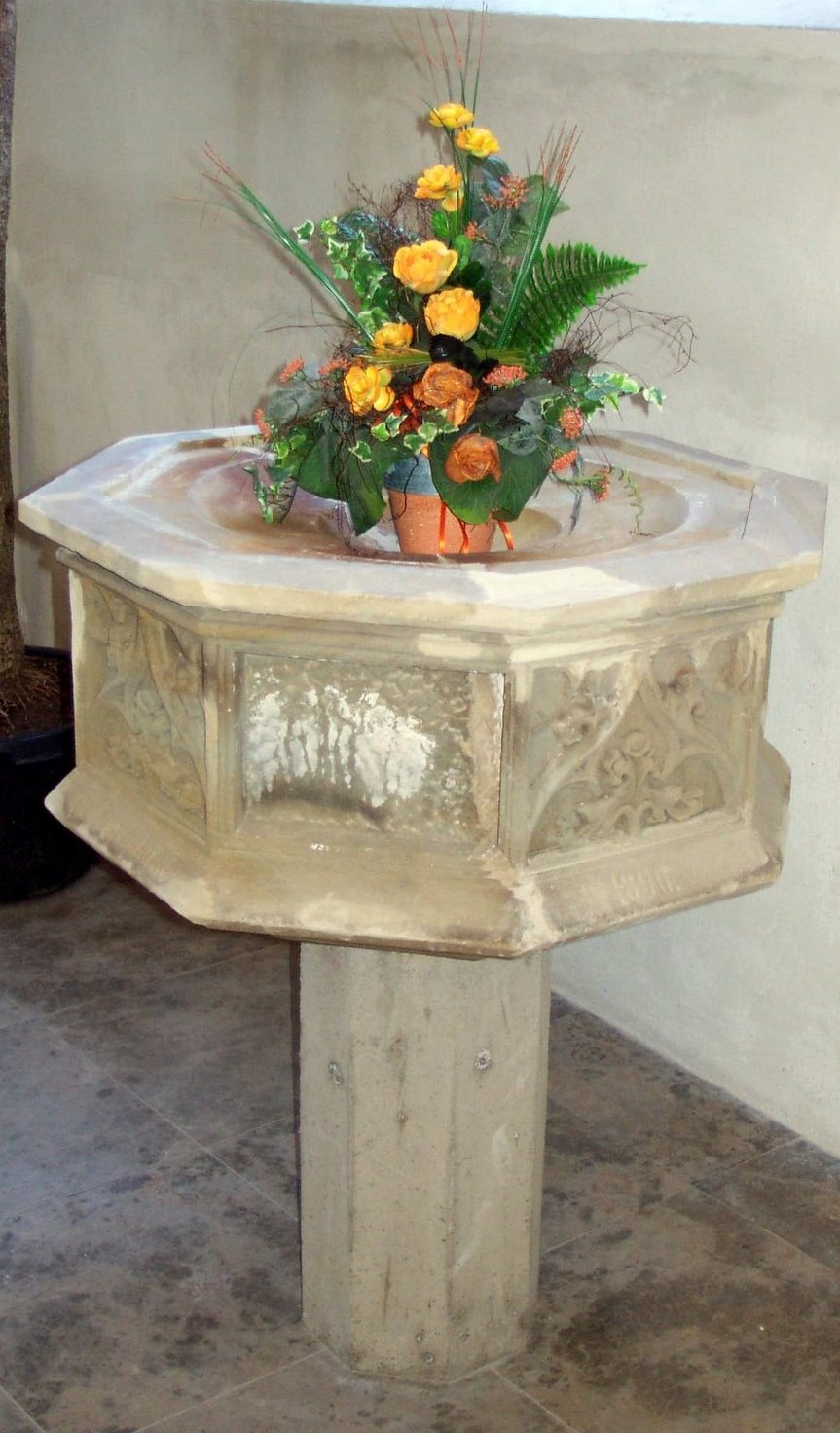
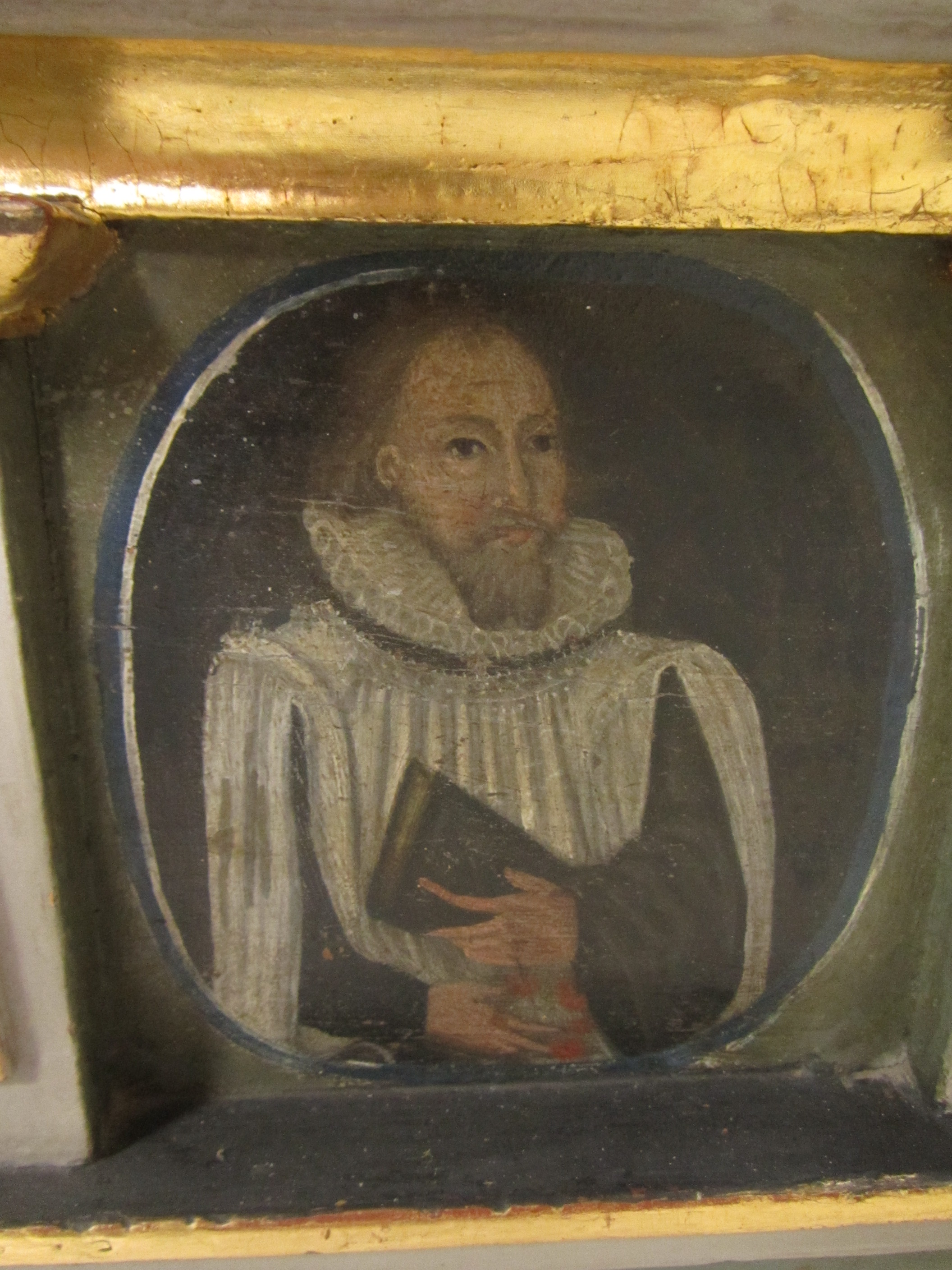
Bildnis von Christoph Wolfram († 1656) auf dem Taufstein
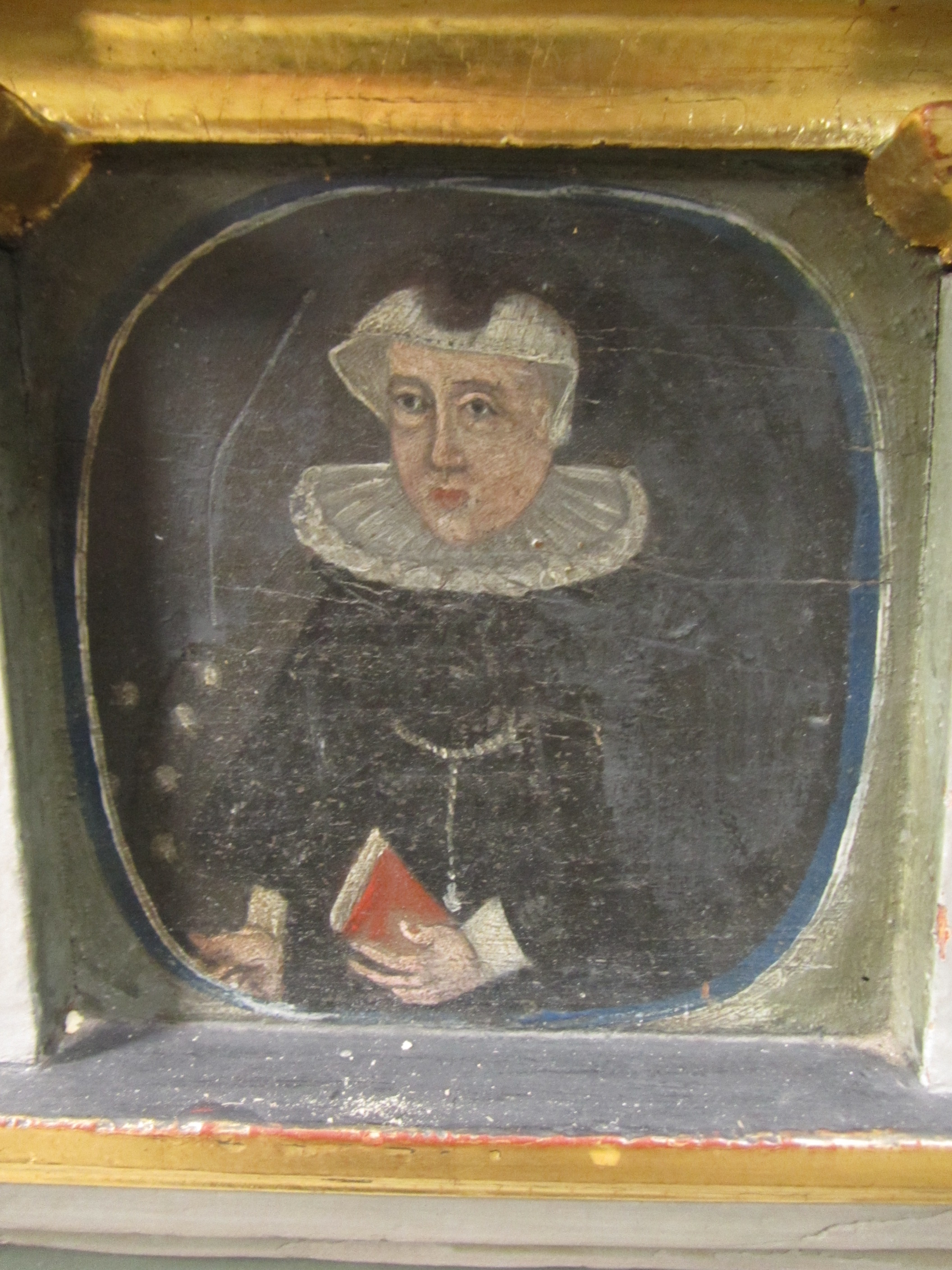
Bildnis von Margareta Wolfram auf dem Taufstein
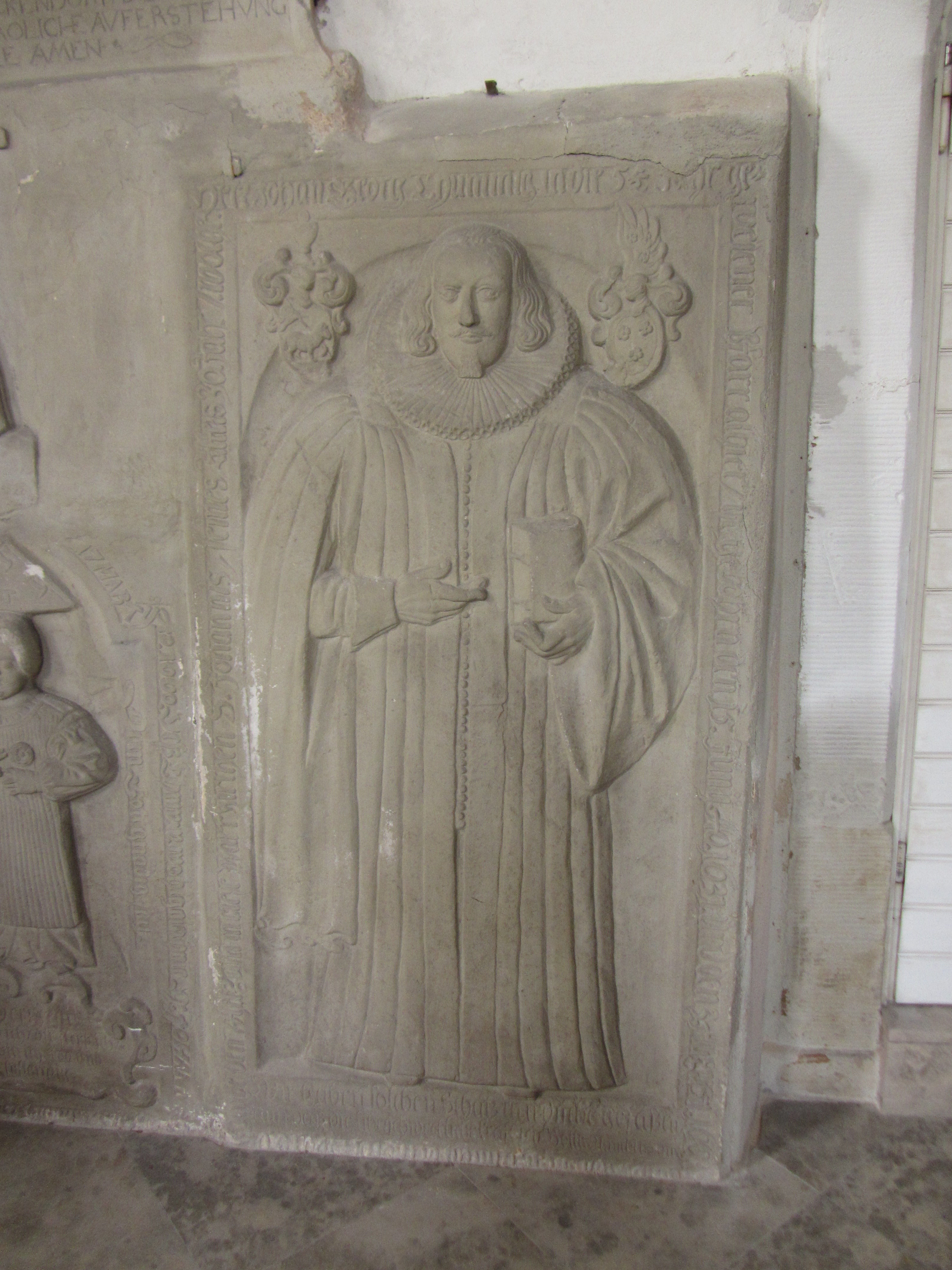
Epitaph von Johann Georg Thümmig († 1662)

## Glocken
Der Kirchturm trägt drei Glocken, die wegen ihres Alters nicht im Kriege beschlagnahmt wurden und somit erhalten blieben.

### Die große Glocke
Die große Glocke stammt aus dem Jahre 1510. Sie hat ein starkes Öhr und ist sehr dick. Oben um den Rand herum ist mit lateinischen Buchstaben in gotischer Schrift zu lesen: “DEFUNCTOS PLANGO, VIVOS VOCO, FULGERA FRANGO. ANNO DOMMINI 1510”. Übersetzung:  Ich betrauere die Toten. Ich rufe die Lebenden. Ich breche die Blitze. Der untere Glockenrand trägt das 17 cm hohe Bildnis Johannes des Täufers und die Inschrift: „S. Johannes T.“

### Die mittlere Glocke
Der mittleren Glocke fehlt das Öhr, da es beim Brand von 1633 abgeschmolzen ist. Sie ist mit sechs eisernen Zapfen an das Joch geheftet. Um den Rand steht in einer schwer zu lesenden Schrift: „O Rex gloriae, veni cum pace. Linhardus. Ave Maria. Lucas; Marcus. Johannes. Matthaeus“. Übersetzung: „O ruhmreicher König. Ich bin gekommen mit Frieden. Gegrüßet seist du Maria“. Nach Aussage eines Glockensachverständigen dürfte sie die älteste Glocke im Bezirk sein und aus der Leonhardskapelle stammen.

### Die kleine Glocke
Die kleine Glocke hat ein hübsches, subtiles Öhr, oben wie ein Gesicht geformt. Um den Rand steht: „GLORIA IN EXCELSIS DEO MDLXXIX (1579) – HANS STAIN M. ton fis“; unter dem Rand befinden sich auf zwei Seiten zwei zehn Zentimeter hohe Bildnisse ohne Benennung.